# Caius Julius Alexion

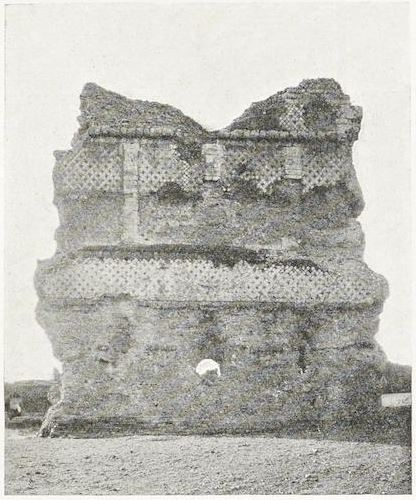
Le mausolée d'Émèse tel qu'il a été photographié par Heinrich Kohl et Carl Watzinger en 1907.

Caius Julius Alexion (en grec ancien : Γάϊος Ἰούλιος Ἀλεξίωνος) est l'arrière-arrière-petit fils de la reine d'Égypte Cléopâtre VII et du triumvir romain Marc Antoine.

## Biographie
Il est le père du constructeur du mausolée d'Émèse, Caius Julius Sampsigeramus. 
Carlos Chad a donné la traduction suivante de l'inscription reconstituée par William Henry Waddington : « Caius Julius Sampsigéram, de la tribu Fabia, dit Seilas, fils de Caius Julius Alexion, a construit de son vivant ce tombeau, pour lui-même et les siens, l'an 390 [des Séleucides] », c'est-à-dire en « 78-79 de notre ère ».
Caius Julius Alexion pourrait, selon Carlos Chad, avoir été « le chaînon manquant » entre le dernier roi d'Émèse, Sohème, de la dynastie des Sampsigéramides, et le constructeur du mausolée d'Émèse, « dont la citoyenneté romaine, attestée par ses tria nomina, milite fortement en faveur de son appartenance à la famille royale », d'après Maurice Sartre. « Or aucune allusion n'est faite à cette parenté royale, ce qui s'explique au mieux si la dynastie a été privée de son royaume peu auparavant », et celui-ci annexé, très probablement entre 72 et la date de la construction du mausolée, à la province de Syrie.

## Sources
- Carlos Chad, Les Dynastes d'Émèse, Beyrouth, Dar el-Machreq, 1972 (lire en ligne).
- Maurice Sartre, D'Alexandre à Zénobie : Histoire du Levant antique, Fayard, 2001 (lire en ligne).
- M. Jullien, Sinaï et Syrie, Lille, 1893 (lire en ligne).
- W. H. Waddington, Inscriptions grecques et latines de la Syrie, 1870 (lire en ligne).